# Полігліколі
Полігліколі — кубові залишки виробництва етиленгліколю. Складаються з триетиленгліколю, тетраетиленгліколю і більш високомолекулярних гліколей. Полігліколі являють собою темнокоричневу рідину з густиною 1140—1170 кг/м3. При використанні як флотореагенти для флотації вугілля спільно з гасом (1000 г/т) витрата полігліколей становить 150—200 г/т.